# St. Andreas (Mammendorf)

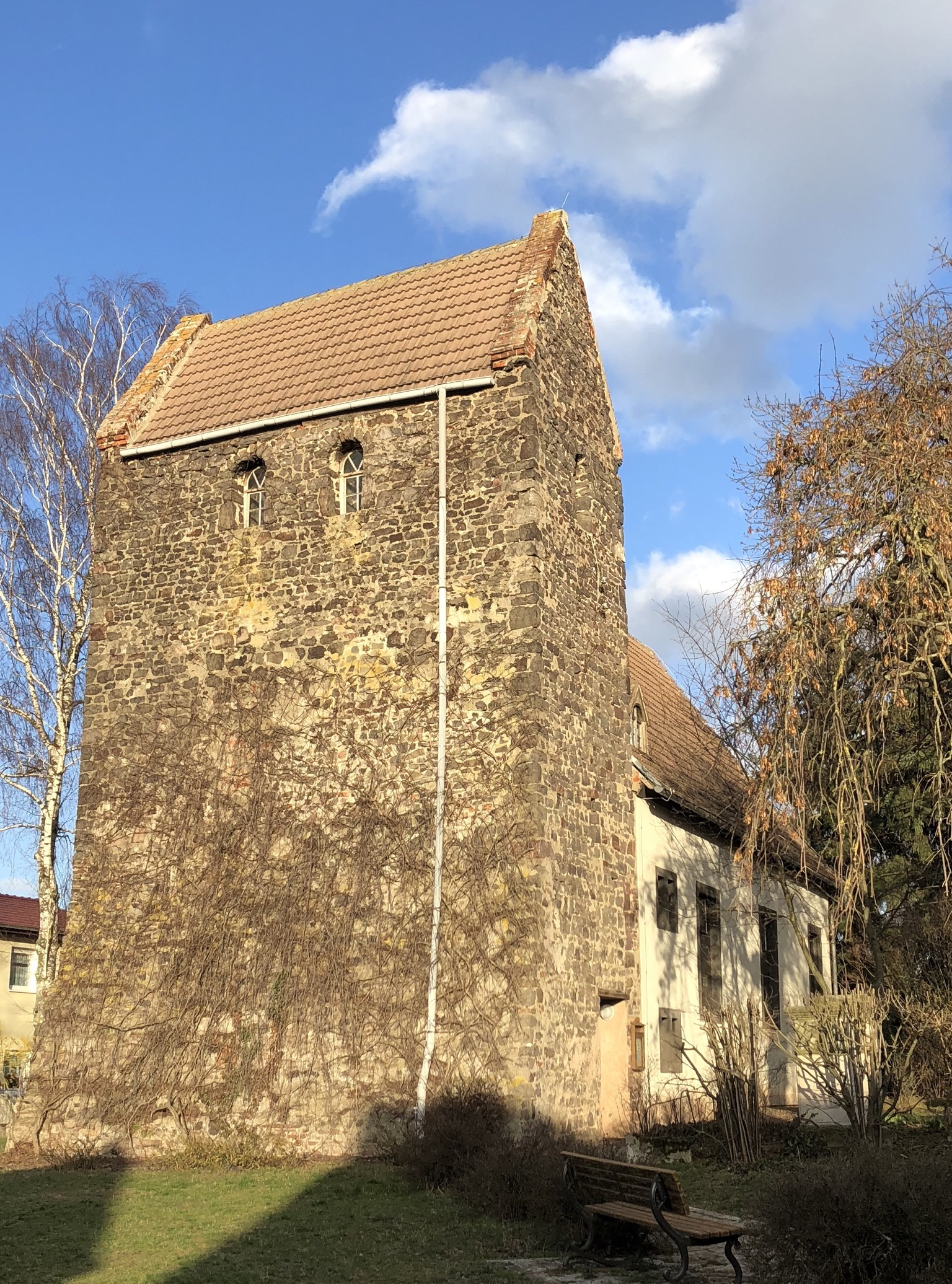
St.-Andreas-Kirche, 2019

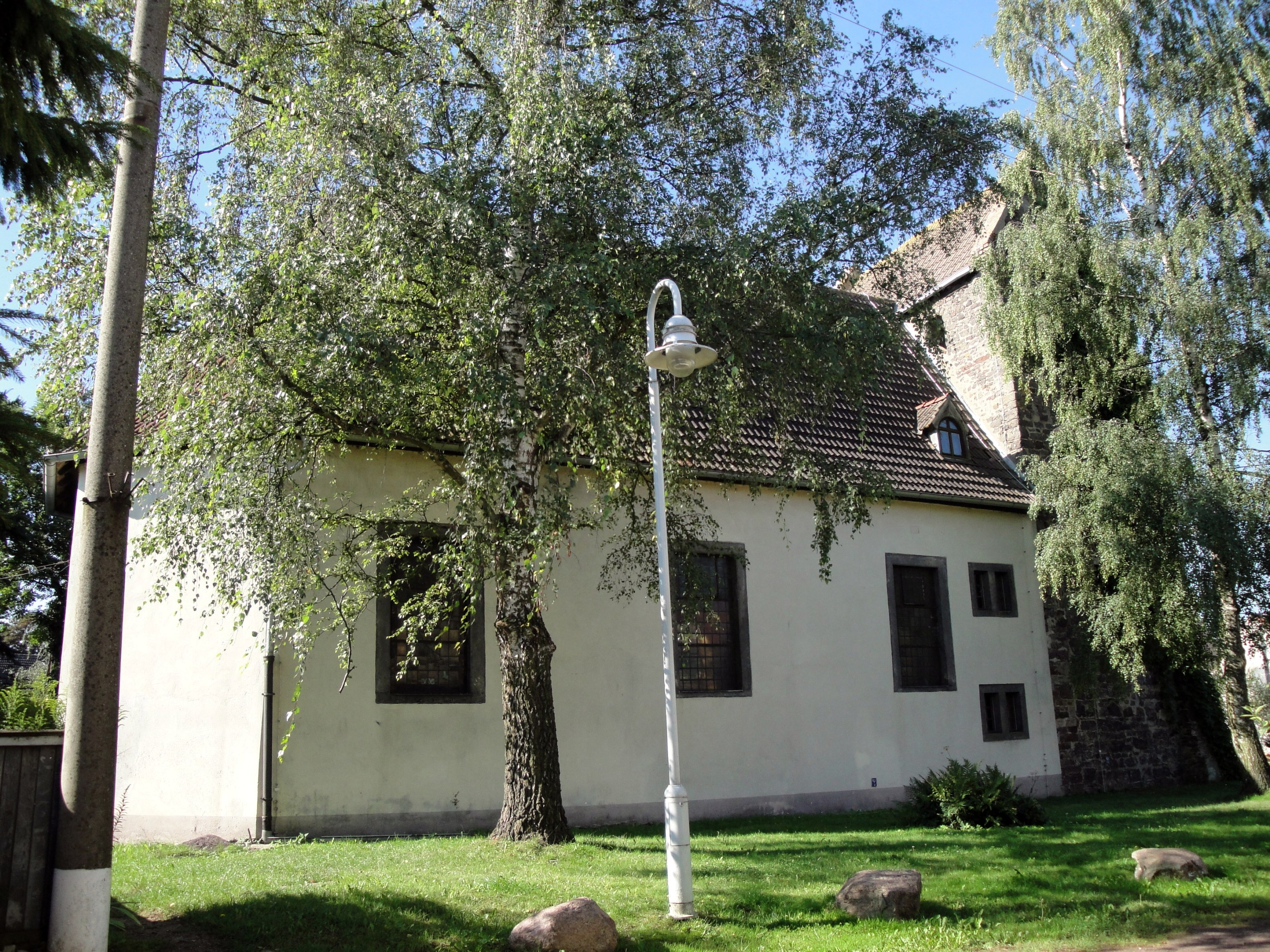
Nordseite, 2010

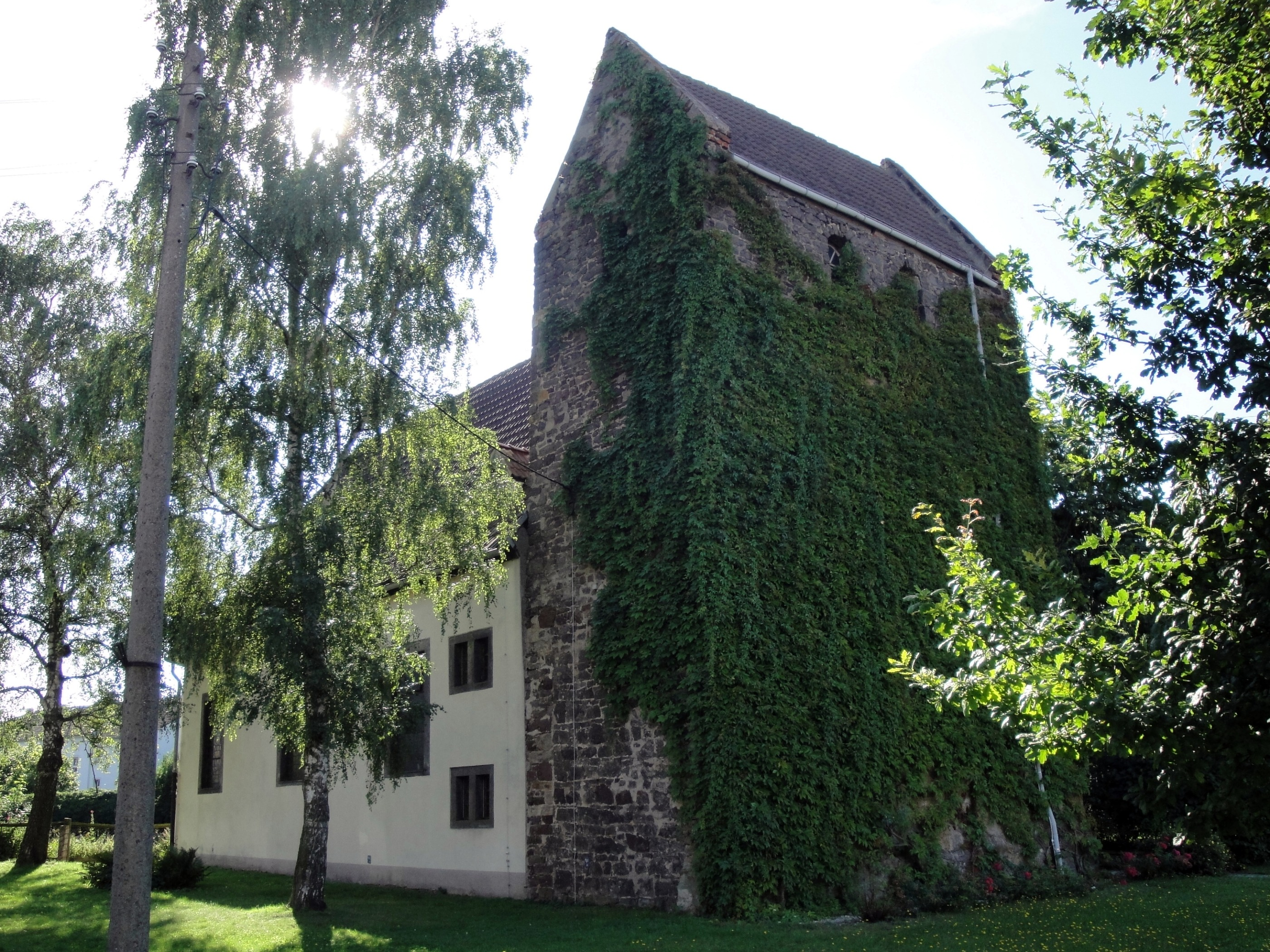
Blick von Nordwesten

Die St.-Andreas-Kirche ist eine evangelische Kirche im zur Gemeinde Hohe Börde gehörenden Ort Mammendorf  in Sachsen-Anhalt und gehört zum Kirchenkreis Haldensleben-Wolmirstedt der Evangelischen Kirche in Mitteldeutschland.

## Lage
Die Kirche liegt im Ortszentrum von Mammendorf auf der Ostseite der Schulstraße südlich der Einmündung der Kirchstraße.

## Architektur und Geschichte
Sie geht bis auf den Anfang des 13. Jahrhunderts zurück. Aus dieser Zeit stammt der aus Bruchsteinen errichtete, westlich des Kirchenschiffs stehende Kirchturm. Er verfügt über kleine rundbogig geschlossene Schallluken und auf seiner Südseite über ein Portal. Bedeckt ist er mit einem Satteldach. Das verputzte Kirchenschiff der schlichten Saalkirche stammt in seiner heutigen barocken Gestaltung aus der Zeit um 1660. Im östlichen Teil bestehen hohe Fenster, während, aufgrund der Empore im Inneren, im Westen kleine aber zweireihig angeordnete Fenster bestehen. Der im Osten gelegene Chor ist mit einem dreiseitigen Abschluss ausgeführt. Das Dach des Kirchenschiffs ist ein hohes Satteldach.
Das Innere der Kirche wird von einer hölzernen Tonnendecke überspannt. Die Bemalung stammt aus dem 19. Jahrhundert. In der Kirche befindet sich eine bemerkenswerte mit seitlichen Durchgängen versehene Altarwand in Formen des Rokoko, die bereits in der Mitte des 18. Jahrhunderts entstand. Noch älter ist die auf das Jahr 1693 datierte Sakramentsnische. Der Korb der Kanzel befindet sich zwischen zwei hohen Säulen und ist mit kleinen Ecksäulen verziert. Die Empore ist zweigeschossig und verfügt über eine ausschwingenden Brüstung. Sie trägt ein neoromanisches Orgelprospekt.
Vom Anfang des 16. Jahrhunderts stammt der spätgotische Taufstein. Er ist mit einer auf einem kurzen Schaft ruhenden breiten Achteckkuppa gestaltet. Das Kirchengestühl sowie Schablonenmalereien stammen aus der Zeit um 1900.
Auf dem die Kirche umgebenden Kirchhof befinden sich mehrere klassizistische Grabsteine. Südwestlich steht das an die Gefallenen des Zweiten Weltkriegs erinnernde Kriegerdenkmal Mammendorf.
Im örtlichen Denkmalverzeichnis ist die Kirche unter der Erfassungsnummer 094 75193 als Baudenkmal eingetragen.